# 皆川直毅
皆川 直毅（みながわ なおき）は、競技麻雀のプロ雀士。宮城県出身。
日本プロ麻雀連盟所属。団体内の段位は五段。

## 獲得タイトル
- 第18回日本オープン優勝[1]
- 第1・7期東北王座優勝